# ミリャツカ川
ミリャツカ川（ミリャツカがわ、Miljacka,Миљацка）はボスニア・ヘルツェゴビナの首都サラエヴォとイストチノ・サラエヴォを流れる河川である。サラエヴォを象徴する川として知られ、サラエヴォの街自体そのものを直ぐに想起させる川でもある。ミリャツカ川はパリャンスカ・ミリャツカ川（Paljanska Miljacka）とモクラニスカ・ミリャツカ川（Mokranjska Miljacka）の合流地点から始まる川で、合流河川のパリャンスカ・ミリャツカ川は全長13 kmの川で源流はパレから東へ10 km行った標高1,100 mにあるベゴヴィナ（Begovina）近くのヤホリナ山の傾斜地である。モクラニスカ・ミリャツカ川は全長21 kmの川で源流はカディノ・セロ村（Kadino Selo）近くのロマニヤ（Romanija）の山々の傾斜地にある大きな洞窟である。ミリャツカ川は全長36 km足らずの小規模な河川で5,7 m3/sの平均流量でサラエヴォ市内を東西方向に流れていき、ボスナ川に流れ込む。流量が少ないため、変わった臭いや赤茶色の水であったりするがサラエヴォ市民からは愛されている他、肥沃な土壌を作る。1914年にオーストリア＝ハンガリー帝国の皇位継承者フランツ・フェルディナント大公夫妻が銃撃され第一次世界大戦の契機の一つとなった現場であるラテン橋など、いくつかの著名な橋がミリャツカ川には架けられている。